# Juliana de Fosses
Santa Juliana de Lieja (también conocida como Santa Juliana de Cornillon; Lieja, Bélgica, 1193-Fosses-la-Ville, 5 de abril de 1258) fue una monja agustina, reconocida por la Iglesia católica como santa. Dedicó gran parte de su vida a promover la devoción del Corpus Christi, cuya fiesta se estableció en 1264, a los 9 años de su muerte, por el papa Urbano IV.

## Biografía
Nació en Retinne (comuna de Fléron); a la edad de 5 años perdió a sus padres, Henri y Frescende, ricos agricultores. Fue confiada entonces, junto con su hermana Agnes, al convento-leprosorio de Mont-Cornillon de Lieja para ser educada por las religiosas. Esta leprosería-convento es conocida por un documento de 1176, por el cual se impuso un reglamento por los burgueses, después de constatar que era pobre en entradas económicas, pero que la situación mejoró gracias a las donaciones de ciertas personas. Comprendía cuatro comunidades: los hombres enfermos y los hombres sanos, las mujeres enfermas y las mujeres sanas. Las cuatro comunidades vivían bajo la dirección de dos priores, un hombre (sacerdote) y una mujer, en la observancia del celibato, la oración y compartir los bienes, sin poseer una regla religiosa fija.
"Fue educada en especial por una monja, que se llamaba Sapiencia, la cual siguió su maduración espiritual, hasta que Juliana recibió el hábito religioso y se convirtió también en monja agustina. Adquirió una notable cultura, hasta el punto de leer las obras de los Padres de la Iglesia en latín, en particular las de san Agustín y san Bernardo. Además de una inteligencia vivaz, Juliana mostraba, desde el inicio, una propensión especial a la contemplación; tenía un sentido profundo de la presencia de Cristo, que experimentaba viviendo de modo particularmente intenso el sacramento de la Eucaristía y deteniéndose a menudo a meditar sobre las palabras de Jesús: «He aquí que yo estoy con vosotros todos los días hasta el fin del mundo» (Mt 28, 20).
A los 16 años tuvo una primera visión, que después se repitió varias veces en sus adoraciones eucarísticas. La visión presentaba la luna en su pleno esplendor, con una franja oscura que la atravesaba diametralmente. El Señor le hizo comprender el significado de lo que se le había aparecido. La luna simbolizaba la vida de la Iglesia sobre la tierra; la línea opaca representaba, en cambio, la ausencia de una fiesta litúrgica, para la institución de la cual se pedía a Juliana que se comprometiera de modo eficaz: una fiesta en la que los creyentes pudieran adorar la Eucaristía para aumentar su fe, avanzar en la práctica de las virtudes y reparar las ofensas al Santísimo Sacramento.
Durante cerca de veinte años Juliana, que mientras tanto había llegado a ser la priora del convento, guardó en secreto esta revelación, que había colmado de gozo su corazón. Después se confió con otras dos fervorosas adoradoras de la Eucaristía, la beata Eva, que llevaba una vida eremítica, e Isabel, que se había unido a ella en el monasterio de Monte Cornillón. Las tres mujeres sellaron una especie de «alianza espiritual» con el propósito de glorificar al Santísimo Sacramento. Quisieron involucrar también a un sacerdote muy estimado, Juan de Lausana, canónigo en la iglesia de San Martín en Lieja, rogándole que interpelara a teólogos y eclesiásticos sobre lo que tanto les interesaba. Las respuestas fueron positivas y alentadoras.
Lo que le sucedió a Juliana de Cornillón se repite con frecuencia en la vida de los santos: para tener confirmación de que una inspiración viene de Dios, siempre es necesario sumergirse en la oración, saber esperar con paciencia, buscar la amistad y la confrontación con otras almas buenas, y someterlo todo al juicio de los pastores de la Iglesia. Fue precisamente el obispo de Lieja, Roberto de Thourotte, quien, después de los titubeos iniciales, acogió la propuesta de Juliana y de sus compañeras, e instituyó, por primera vez, la solemnidad del Corpus Christi en su diócesis. Más tarde, otros obispos lo imitaron, estableciendo la misma fiesta en los territorios encomendados a su solicitud pastoral.
A los santos, sin embargo, el Señor les pide a menudo que superen pruebas, para que aumente su fe. Así le aconteció también a Juliana, que tuvo que sufrir la dura oposición de algunos miembros del clero e incluso del superior de quien dependía su monasterio. Entonces, por su propia voluntad, Juliana dejó el convento de Monte Cornillón con algunas compañeras y durante diez años, de 1248 a 1258, fue huésped en varios monasterios de monjas cistercienses. Edificaba a todos con su humildad, nunca tenía palabras de crítica o de reproche contra sus adversarios, sino que seguía difundiendo con celo el culto eucarístico. Falleció en 1258 en Fosses-La-Ville, Bélgica. En la celda donde yacía se expuso el Santísimo Sacramento y, según las palabras del biógrafo, Juliana murió contemplando con un último impulso de amor a Jesús en la Eucaristía, a quien siempre había amado, honrado y adorado.
La buena causa de la fiesta del Corpus Christi conquistó también a Santiago Pantaleón de Troyes, que había conocido a la santa durante su ministerio de archidiácono en Lieja. Fue precisamente él quien, al convertirse en Papa con el nombre de Urbano IV, en 1264 quiso instituir la solemnidad del  Corpus Christi como fiesta de precepto para la Iglesia universal, el jueves sucesivo a Pentecostés. En la bula de institución, titulada Transiturus de hoc mundo (11 de agosto de 1264) el Papa Urbano alude con discreción también a las experiencias místicas de Juliana, avalando su autenticidad, y escribe: «Aunque cada día se celebra solemnemente la Eucaristía, consideramos justo que, al menos una vez al año, se haga memoria de ella con mayor honor y solemnidad. De hecho, las otras cosas de las que hacemos memoria las aferramos con el espíritu y con la mente, pero no obtenemos por esto su presencia real. En cambio, en esta conmemoración sacramental de Cristo, aunque bajo otra forma, Jesucristo está presente con nosotros en la propia sustancia. De hecho, cuando estaba a punto de subir al cielo dijo: “He aquí que yo estoy con vosotros todos los días hasta el fin del mundo” (Mt 28, 20)».
El Pontífice mismo quiso dar ejemplo, celebrando la solemnidad del Corpus Christi en Orvieto, ciudad en la que vivía entonces. Precisamente por orden suya, en la catedral de la ciudad se conservaba —y todavía se conserva— el célebre corporal con las huellas del milagro eucarístico acontecido el año anterior, en 1263, en Bolsena. Un sacerdote, mientras consagraba el pan y el vino, fue asaltado por serias dudas sobre la presencia real del Cuerpo y la Sangre de Cristo en el sacramento de la Eucaristía. Milagrosamente algunas gotas de sangre comenzaron a brotar de la Hostia consagrada, confirmando de ese modo lo que nuestra fe profesa. Urbano IV pidió a uno de los mayores teólogos de la historia, santo Tomás de Aquino —que en aquel tiempo acompañaba al Papa y se encontraba en Orvieto—, que compusiera los textos del oficio litúrgico de esta gran fiesta. Esos textos, que todavía hoy se siguen usando en la Iglesia, son obras maestras, en las cuales se funden teología y poesía. Son textos que hacen vibrar las cuerdas del corazón para expresar alabanza y gratitud al Santísimo Sacramento, mientras la inteligencia, adentrándose con estupor en el misterio, reconoce en la Eucaristía la presencia viva y verdadera de Jesús, de su sacrificio de amor que nos reconcilia con el Padre, y nos da la salvación.
Aunque después de la muerte de Urbano IV la celebración de la fiesta del  Corpus Christi quedó limitada a algunas regiones de Francia, Alemania, Hungría y del norte de Italia, otro Pontífice, Juan XXII, en 1317 la restableció para toda la Iglesia" (Benedicto XVI - AUDIENCIA GENERAL - Miércoles 17 de noviembre de 2010).
A la edad de 14 años, Juliana fue admitida al convento, recibiendo el velo en 1206. Estudió latín y el francés necesario para leer a los Padres de la Iglesia; logrando así leer sin dificultad a San Agustín y San Bernardo.
A partir de 1209, tuvo frecuentes visiones místicas. Su atención estaba particularmente orientada hacia la Eucaristía. En una de sus visiones más recurrentes veía una Luna oscurecida, es decir, resplandeciente, pero incompleta, con una banda negra que la dividía en dos partes iguales; esto se interpretaba con el hecho de que faltaba una fiesta en el calendario litúrgico. La fiesta del Santísimo Sacramento debía ser instituida para reanimar la fe de los fieles y para expiar las faltas cometidas contra este Sacramento. A partir de estas revelaciones, intentó por todos los medios la institución de una fiesta solemne en honor al Santo Sacramento. Fue ayudada por la beata Eva de Lieja.
En 1222, Juliana fue elegida como priora de Mont Cornillon, continuando con los preparativos para la instauración del Corpus Christi, pidiendo consejos a personalidades eminentes de la época, como Jean de Lausanne, canónigo de Saint Martin, Jacques Pantaleon archidiácono de Lieja y futuro Papa Urbano IV, Guy, obispo de Cambrai y también a brillantes teólogos dominicos, como Hugo de Saint Cher. La fiesta fue celebrada por primera vez por el príncipe-obispo Robert de Tourote.
Los burgueses de Lieja se opusieron a la celebración porque significaba un día de descanso más para la población y ciertos religiosos consideraban que tal fiesta no merecía unos gastos tan altos. La oposición se fortaleció en 1246; Juliana tuvo que dejar su convento y pasó de monasterio en monasterio. Encontró entonces refugio en varias abadías cistercienses, pasando por Val Benoît, Huy y Salzinnes.
Murió el 5 de abril de 1258 en Fosses-la-Ville, y fue inhumada en la abadía cisterciense de Villers-La-Ville.
Vivió bajo la Regla de San Agustín (la Orden de San Agustín). Permanece en gran veneración en la Orden del Cister, tanto por el apoyo que los padres cistercienses le dieron para llevar a cabo su misión, como por su devoción a San Bernardo, cuyos sermones sobre el Cantar de los Cantares recitaba constantemente, al punto de saberse este libro bíblico casi de memoria.
Bajo su impulso, la Fiesta de la Eucaristía (Corpus Christi) fue instaurada en Europa, primero (en 1246) en la diócesis de Lieja, regida por el obispo Roberto de Theorette que falleció unos meses antes de la primera celebración, después el papa Urbano IV instituyó la fiesta a toda la Iglesia con la bula Transiturus de hoc mundo, el 11 de agosto de 1264. Esta fiesta no fue reconocida en todas las iglesias latinas hasta el tiempo de Clemente V; durante el Concilio de Vienne (1311) se renovó la constitución de Urbano IV.